# Copa América de Futsal 2015
La Copa América de Futsal 2015 fue la XI edición del certamen desde que este se celebra bajo el reglamento FIFA. Todos los partidos se disputaron en el Complejo Deportivo La California de la ciudad de Portoviejo en la Provincia de Manabí. 
Este evento fue organizado por la Confederación Sudamericana de Fútbol (CONMEBOL) en conjunto con la Federación Ecuatoriana de Fútbol (FEF) como organizador local.

## Formato de juego
El formato del torneo será el siguiente: las nueve selecciones participantes son divididas en 2 grupos, uno de cinco y otro de cuatro selecciones y se enfrentarán en un sistema de todos contra todos a una sola rueda, donde cada equipo jugará 4 y 3 partidos respectivamente. Pasaran a la siguiente fase los dos primeros de cada grupo, que jugarán en eliminación directa, constando esta en semifinales, final y un partido por el tercer puesto. Se consagrará campeón a la selección ganadora de la última fase.

## Sede
La sede confirmada por la Federación Ecuatoriana de Fútbol es la ciudad de Portoviejo en la provincia de Manabí; todos los encuentros se desarrollarán en el Coliseo del Complejo Deportivo La California.

## Equipos participantes
Las selecciones participantes fueron 9 miembros de la CONMEBOL. Bolivia renunció al torneo debido a los problemas que enfrenta la Federación Boliviana de Fútbol.
| Equipos participantes | Equipos participantes |
| --------------------- | --------------------- |
| Argentina             | Brasil                |
| Chile                 | Colombia              |
| Ecuador               | Paraguay              |
| Perú                  | Uruguay               |
| Venezuela             |                       |

## Árbitros
La lista de árbitros oficial fue anunciada por el comité organizador el 10 de agosto de 2015.
| - Darío Santamarina - Leonardo Lorenzo - Henry Gutiérrez - Gean Telles - Cristian Espíndola - Hugo Camargo - Gury García - Jaime Játiva | - José Hernández - Elvis Peña - Jorge Galeano - Mario Espichan - César Málaga - Daniel Rodríguez - Federico Cardozo - Félix Rumbos |

## Resultados
- Los horarios corresponden a la hora de Ecuador (UTC-5).

### Primera fase
Los 9 equipos participantes en la primera fase se dividirán en 2 grupos, uno de 5 equipos y otro de 4 equipos. Luego de una liguilla simple (a una sola rueda de partidos), pasaran a la fase final los equipos que ocupen las posiciones primera y segunda de cada grupo. El tercero y cuarto de cada grupo jugarán un partido por el quinto y séptimo lugar respectivamente.
En caso de empate en puntos en cualquiera de las posiciones, la clasificación se determinará siguiendo en orden los siguientes criterios:
- Diferencia de goles.
- Cantidad de goles marcados.
- El resultado del partido jugado entre los empatados.
- Por sorteo.

#### Grupo A
| Equipo    | Pts | PJ | PG | PE | PP | GF | GC | Dif |
| --------- | --- | -- | -- | -- | -- | -- | -- | --- |
| Paraguay  | 10  | 4  | 3  | 1  | 0  | 20 | 7  | 13  |
| Argentina | 7   | 4  | 2  | 1  | 1  | 14 | 8  | 6   |
| Chile     | 4   | 4  | 1  | 1  | 2  | 10 | 13 | -3  |
| Perú      | 4   | 4  | 1  | 1  | 2  | 7  | 13 | -6  |
| Ecuador   | 2   | 4  | 0  | 2  | 2  | 5  | 15 | -10 |

|  | Clasificado para la Fase final. |

| 23 de agosto de 2015, 18:00 | Paraguay                           | 5:1 (4:0) | Perú    | Complejo Deportivo La California, Portoviejo |                                           |
|                             | Salas · Zaffe · Martínez · Rejilla | Reporte   | Herrera | Asistencia: 2000 espectadores Árbitro(s):    | Asistencia: 2000 espectadores Árbitro(s): |

| 23 de agosto de 2015, 20:00 | Ecuador                     | 2:2 (2:1) | Chile                | Complejo Deportivo La California, Portoviejo |                                           |
|                             | Alcívar 11' · Espinales 15' | Reporte   | Pavéz 7' · Reyes 21' | Asistencia: 2000 espectadores Árbitro(s):    | Asistencia: 2000 espectadores Árbitro(s): |

- Equipo libre:  Argentina.

| 24 de agosto de 2015, 17:00 | Argentina                | 4:1 (4:0) | Chile    | Complejo Deportivo La California, Portoviejo |                                           |
|                             | Bolo · Basile · Vaporaki | Reporte   | Carrasco | Asistencia: 1800 espectadores Árbitro(s):    | Asistencia: 1800 espectadores Árbitro(s): |

| 24 de agosto de 2015, 21:00 | Ecuador       | 1:1 (1:0) | Perú | Complejo Deportivo La California, Portoviejo |                                           |
|                             | Espinales 14' | Reporte   | 25'  | Asistencia: 2000 espectadores Árbitro(s):    | Asistencia: 2000 espectadores Árbitro(s): |

- Equipo libre:  Paraguay.

| 25 de agosto de 2015, 15:00 | Chile                                       | 5:2 (3:1) | Perú             | Complejo Deportivo La California, Portoviejo |                                           |
|                             | Arriola · Concha · García · Fuentes · Araya | Reporte   | Ramírez · Yuptun | Asistencia: 1500 espectadores Árbitro(s):    | Asistencia: 1500 espectadores Árbitro(s): |

| 25 de agosto de 2015, 19:00 | Argentina                  | 3:3 (1:2) | Paraguay                 | Complejo Deportivo La California, Portoviejo |                                           |
|                             | Kruger · Basile · Vaporaki | Reporte   | Alcaraz · Salas · Rejala | Asistencia: 1900 espectadores Árbitro(s):    | Asistencia: 1900 espectadores Árbitro(s): |

- Equipo libre:  Ecuador.

| 26 de agosto de 2015, 18:00 | Argentina       | 2:3 (1:2) | Perú           | Complejo Deportivo La California, Portoviejo |                                           |
|                             | Vaporaki · Bolo | Reporte   | Falla · Tavera | Asistencia: 1700 espectadores Árbitro(s):    | Asistencia: 1700 espectadores Árbitro(s): |

| 26 de agosto de 2015, 20:00 | Ecuador | 1:7 (1:1) | Paraguay                              | Complejo Deportivo La California, Portoviejo |                                           |
|                             | Alcívar | Reporte   | Gómez · Villalba · Giménez · Martínez | Asistencia: 2000 espectadores Árbitro(s):    | Asistencia: 2000 espectadores Árbitro(s): |

- Equipo libre:  Chile.

| 27 de agosto de 2015, 17:00 | Paraguay                | 5:2 (3:1) | Chile              | Complejo Deportivo La California, Portoviejo |                                           |
|                             | Salas · Zaffe · Pereira | Reporte   | Carrasco · Arriola | Asistencia: 1800 espectadores Árbitro(s):    | Asistencia: 1800 espectadores Árbitro(s): |

| 27 de agosto de 2015, 21:00 | Ecuador | 1:5 (1:4) | Argentina                             | Complejo Deportivo La California, Portoviejo |                                           |
|                             | Meza    | Reporte   | Kruger · González · Vaporaki · Abdala | Asistencia: 2000 espectadores Árbitro(s):    | Asistencia: 2000 espectadores Árbitro(s): |

- Equipo libre:  Perú.

#### Grupo B
| Equipo    | Pts | PJ | PG | PE | PP | GF | GC | Dif |
| --------- | --- | -- | -- | -- | -- | -- | -- | --- |
| Brasil    | 9   | 3  | 3  | 0  | 0  | 11 | 2  | 9   |
| Colombia  | 6   | 3  | 2  | 0  | 1  | 5  | 4  | 1   |
| Uruguay   | 1   | 3  | 0  | 1  | 2  | 5  | 9  | -4  |
| Venezuela | 1   | 3  | 0  | 1  | 2  | 3  | 9  | -6  |

|  | Clasificado para la Fase final. |

| 24 de agosto de 2015, 15:00 | Colombia           | 2:0 (1:0) | Venezuela | Complejo Deportivo La California, Portoviejo           |                                                        |
|                             | Vivarez · Angellot | Reporte   |           | Asistencia: 1500 espectadores Árbitro(s): César Málaga | Asistencia: 1500 espectadores Árbitro(s): César Málaga |

| 24 de agosto de 2015, 19:00 | Brasil                                | 4:1 (2:0) | Uruguay | Complejo Deportivo La California, Portoviejo |                                           |
|                             | Anotado · Anotado · Anotado · Anotado | Reporte   | Anotado | Asistencia: 2000 espectadores Árbitro(s):    | Asistencia: 2000 espectadores Árbitro(s): |

| 25 de agosto de 2015, 17:00 | Uruguay                   | 2:2 (1:2) | Venezuela            | Complejo Deportivo La California, Portoviejo |                                           |
|                             | Blankleider · Ordaqui 39' | Reporte   | Figueroa · Quinteros | Asistencia: 1600 espectadores Árbitro(s):    | Asistencia: 1600 espectadores Árbitro(s): |

| 25 de agosto de 2015, 21:00 | Brasil            | 2:0 (1:0) | Colombia | Complejo Deportivo La California, Portoviejo |                                           |
|                             | Anotado · Anotado | Reporte   |          | Asistencia: 2000 espectadores Árbitro(s):    | Asistencia: 2000 espectadores Árbitro(s): |

| 27 de agosto de 2015, 15:00 | Colombia       | 3:2 (2:2) | Uruguay               | Complejo Deportivo La California, Portoviejo |                                           |
|                             | Karoz · Yunier | Reporte   | Blankleider · Salgues | Asistencia: 1700 espectadores Árbitro(s):    | Asistencia: 1700 espectadores Árbitro(s): |

| 27 de agosto de 2015, 19:00 | Brasil                            | 5:1 (3:0) | Venezuela | Complejo Deportivo La California, Portoviejo |                                           |
|                             | Tiaguinho · Pito · Rodrigo · Cico | Reporte   | Falcón    | Asistencia: 1900 espectadores Árbitro(s):    | Asistencia: 1900 espectadores Árbitro(s): |

## Fase final
|  | Semifinales  | Semifinales  |   |          | Final        | Final        |  |
|  | 29 de agosto | 29 de agosto |   |          | 30 de agosto | 30 de agosto |  |
|  |              |              |   |          |              |              |  |
|  |              |              |   |          |              |              |  |
|  | Paraguay     | 3            |   |          |              |              |  |
|  | Colombia     | 1            |   |          |              |              |  |
|  |              |              |   |          |              |              |  |
|  |              |              |   |          |              |              |  |
|  |              |              |   |          | Paraguay     | 1            |  |
|  |              | Argentina    | 4 |          |              |              |  |
|  |              |              |   |          |              |              |  |
|  |              |              |   |          |              |              |  |
|  |              |              |   |          | Tercer lugar |              |  |
|  |              |              |   |          |              |              |  |
|  | Brasil       | 2 (2)        |   | Colombia | 1            |              |  |
|  | Argentina    | 2 (3)        |   |          | Brasil       | 5            |  |

### Séptimo puesto
| 29 de agosto de 2015, 15:00 | Perú | 2:7 (1:2) | Venezuela | Complejo Deportivo La California, Portoviejo |  |
|                             |      |           |           | Asistencia: 1200 espectadores Árbitro(s):    |  |

### Quinto puesto
| 29 de agosto de 2015, 17:00 | Chile | 2:0 (1:0) | Uruguay | Complejo Deportivo La California, Portoviejo |  |
|                             |       |           |         | Asistencia: 1700 espectadores Árbitro(s):    |  |

### Semifinales
| 29 de agosto de 2015, 19:00 | Paraguay | 3:1 (2:0) | Colombia | Complejo Deportivo La California, Portoviejo |                                           |
|                             |          | Reporte   |          | Asistencia: 1800 espectadores Árbitro(s):    | Asistencia: 1800 espectadores Árbitro(s): |

| 29 de agosto de 2015, 21:00 | Brasil        | 2:2 (2:2, 2:1) (t. s.)(0:0 t. s.)(2:3 p.) | Argentina              | Complejo Deportivo La California, Portoviejo |                                           |
|                             | Simi · Gadeia | Reporte                                   | Basile (pen.) · Kruger | Asistencia: 2000 espectadores Árbitro(s):    | Asistencia: 2000 espectadores Árbitro(s): |

### Tercer puesto
| 30 de agosto de 2015, 15:00 | Colombia | 1:5 (0:3) | Brasil | Complejo Deportivo La California, Portoviejo |                                           |
|                             |          | Reporte   |        | Asistencia: 1800 espectadores Árbitro(s):    | Asistencia: 1800 espectadores Árbitro(s): |

### Final
| 30 de agosto de 2015, 17:30 | Paraguay | 1:4 (0:2) | Argentina | Complejo Deportivo La California, Portoviejo |                                           |
|                             |          | Reporte   |           | Asistencia: 2000 espectadores Árbitro(s):    | Asistencia: 2000 espectadores Árbitro(s): |

| Bandera de Argentina             |
| Campeón Argentina Segundo título |

## Estadísticas

### Tabla general
| Equipo | Equipo    | Pts | PJ | PG | PE | PP | GF | GC | Dif |
| ------ | --------- | --- | -- | -- | -- | -- | -- | -- | --- |
| 1      | Argentina | 11  | 6  | 3  | 2  | 1  | 20 | 11 | 9   |
| 2      | Paraguay  | 13  | 6  | 4  | 1  | 1  | 24 | 12 | 12  |
| 3      | Brasil    | 13  | 5  | 4  | 1  | 0  | 18 | 5  | 13  |
| 4      | Colombia  | 6   | 5  | 2  | 0  | 3  | 7  | 12 | -5  |
| 5      | Chile     | 7   | 5  | 2  | 1  | 2  | 12 | 13 | -1  |
| 6      | Uruguay   | 1   | 4  | 0  | 1  | 3  | 5  | 11 | -6  |
| 7      | Venezuela | 4   | 4  | 1  | 1  | 2  | 10 | 11 | -1  |
| 8      | Perú      | 4   | 5  | 1  | 1  | 3  | 9  | 20 | -11 |
| 9      | Ecuador   | 2   | 4  | 0  | 2  | 2  | 5  | 15 | -10 |

Notas
     Campeón del torneo
     Subcampeón
     3° Puesto del torneo

### Goleadores
| Jugadores        | Selección | Goles |
| ---------------- | --------- | ----- |
| Juan Salas       | Paraguay  | 10    |
| Alamiro Vaporaki | Argentina | 5     |
| Santiago Basile  | Argentina | 4     |
| Matías Kruger    | Argentina | 4     |
| Lucas Bolo       | Argentina | 3     |
| Dieguinho        | Brasil    | 3     |
| Rodrigo          | Brasil    | 3     |
| Angellot Caro    | Colombia  | 3     |
| René Villalba    | Paraguay  | 3     |
| Nicolás Zaffe    | Paraguay  | 3     |